# Iuliu Maior
Iuliu Maior (n. 13 iulie 1886, Reghin - d.  1939, Blaj) a fost un delegat în Marea Adunare Națională de la Alba Iulia, organismul legislativ reprezentativ al „tuturor românilor din Transilvania, Banat și Țara Ungurească”, cel care a adoptat hotărârea privind Unirea Transilvaniei cu România, la 1 decembrie 1918.

## Biografie
A fost fiul învățătorului-director Gheorghe Maior. În 1912-1913, a fost profesor la Școala Normală de băieți din Blaj și director al internatului acestei școli, pe care l-a transformat în convent. Între 1920-1932 a fost profesor titular la Liceul „Sfântul Vasile cel Mare” din Blaj. Între 1932-1939 a fost director al Liceului Comercial din Blaj, realizând și internatul acestei instituții. Din 1939 a fost canonic mitropolitan al Blajului. Împreună cu Alexandru Lupeanu-Melin a fondat în 1919 ziarul Unirea Poporului. A scris următoarele lucrări: “Păcatul, cel mai mare rău din lume”, ediția 11, “Pe calea desăvârșirii”, ediția 11, „Bolșevicii și Biserica” „Darul lui Dumnezeu”, „Adevărata fericire”, „Taina spovedaniei”, „Tâlcuirea apostolilor din toate sărbătorile de peste an” „Legea strămoșească”, „Tâlcuirea evangheliilor din toate sărbătorile de peste an”, „Tâlcuirea apostolilor din toate sărbătorile de peste an”, „Taina tainelor: sfânta cuminecătură”, „Sfânta Liturghie, jertfa legii noi”, „Durerea, sora noastră nedespărțită”, „Tâlcul evangheliilor din toate duminecile de peste an”, „Cărticica mirilor”, „Cărticica soților de căsătorie”, „Cele șapte cuvinte de pe cruce ale lui Iisus”, „Cum să ne creștem copiii”, „54 predici scurte pentru popor, întocmite după texte din apostolii duminecilor”, „57 predici scurte pentru popor, întocmite după textele evangheliiior din toate duminecile de peste an”, „Din viața vechilor creștini”, „Calendarul dela Blaj, apărut regulat în 20 de ani”, „Șematismul Provinciei Mitropolitane de Alba Iulia și Făgăraș” (1939), „Almanahul Provinciei Mitropolitane Române Unite de Alba Iulia și Făgăraș” (1942), „Anuarul Liceului Comercial Român Unit de băieți din Blaj pe anii școlari 1929/30-1936/37”.

## Educație
A urmat studiile primare la Școala Evanghelică Luterană din orașul natal, Reghin. A urmat studiile liceale la Liceul Romano-Catolic din Târgu Mureș. A urmat studiile superioare teologice și filologice la Blaj, respectiv la Universitatea din Budapesta.